# حوزه انتخابیه مینودشت، کلاله و مراوه‌تپه
حوزهٔ انتخاباتی مینودشت، کلاله و مراوه‌تپه یکی از حوزه از حوزه‌های استان گلستان برای انتخابات مجلس شورای اسلامی است. این حوزه به مرکزیت مینودشت، ۱ نماینده دارد.

## نمایندگان
این فهرست شامل نمایندگان حوزهٔ انتخابیهٔ مینودشت، کلاله، مراوه‌تپه و گالیکش در مجلس شورای اسلامی است.
| استان    | دوره  | نام نماینده                               | از سال | تا سال    | حزب سیاسی           |
| -------- | ----- | ----------------------------------------- | ------ | --------- | ------------------- |
| مازندران | اول   | سید ابوالحسن حسینی                        | ۱۳۵۹   | ۱۳۶۳      | جمهوری اسلامی       |
| مازندران | دوم   | سید ابوالحسن حسینی                        | ۱۳۶۳   | ۱۳۶۷      | جامعه روحانیت مبارز |
| مازندران | سوم   | یغمور قلی زاده                            | ۱۳۶۷   | ۱۳۷۱      | جامعه روحانیت مبارز |
| مازندران | چهارم | عبدالله ثانی سعیدی عبدالاحد               | ۱۳۷۱   | ۱۳۷۵      | مستقل               |
| مازندران | پنجم  | عباسعلی کرامتلو                           | ۱۳۷۵   | ۱۳۷۹      | مستقل               |
| گلستان   | ششم   | سید منصور حسینی (فوت، شده)←سید نجیب حسینی | ۱۳۷۹   | ۱۳۸۰←۱۳۸۳ | اصلاح طلبان         |
| گلستان   | هفتم  | بایرام گلدی برمک                          | ۱۳۸۳   | ۱۳۸۷      | اصلاح طلبان         |
| گلستان   | هشتم  | سید نجیب حسینی                            | ۱۳۸۷   | ۱۳۹۱      | اصلاح طلبان         |
| گلستان   | نهم   | عبدالکریم رجبی                            | ۱۳۹۱   | ۱۳۹۵      | مستقل               |
| گلستان   | نهم   | شهرام کوسه غراوی                          | ۱۳۹۵   | ۱۳۹۹      | اعتدالگرا           |

## پی‌نوشت و منبع
- «جدول حوزه‌های انتخابیه در انتخابات دهمین دورهٔ مجلس شورای اسلامی» (PDF). مرکز پژوهش و سنجش افکار صدا و سیما. بایگانی‌شده از اصلی (PDF) در ۵ اكتبر ۲۰۱۸. دریافت‌شده در ۱ اوت ۲۰۱۶. تاریخ وارد شده در |archive-date= را بررسی کنید (کمک)
- http://www.farsnews.ir/newstext.php?nn=13941020001620
- https://web.archive.org/web/20160313040020/http://www.golshanemehr.ir/article.php?id=39593